# Rio do Purgatório (São José dos Pinhais)
O rio do Purgatório é um curso de água do estado do Paraná. É afluente do rio Pequeno.